# Platycheirus modestus
Platycheirus modestus är en tvåvingeart som beskrevs av Ide 1926. Platycheirus modestus ingår i släktet fotblomflugor, och familjen blomflugor. Inga underarter finns listade i Catalogue of Life.